# Захаров Валерій Вікторович
Валерій Вікторович Захаров (1939, Сімферополь — пом.?) — радянський футболіст, який грав на позиції як нападника, так і захисника та півзахисника. Відомий за виступами у складі сімферопольської «Таврії» у класі «Б» та класі «А», за яку зіграв близько 200 матчів в чемпіонаті та Кубку СРСР, а також у армійській команді Одеси у вищій лізі чемпіонату СРСР.

## Клубна кар'єра
Валерій Захаров народився у 1939 році в Сімферополі. Розпочав грати у футбол в рідному місті. У 1959 році грав у аматорській сімферопольській команді «Спартак», а з 1960 року розпочав грати у сімферопольській команді майстрів класу «Б» «Авангард», спочатку на місці нападника, пізніше у зв'язку з кадровою нестачею в команді перейшов грати у півзахист. У команді протягом трьох років був одним із гравців основного складу. У 1962 році Захаров разом із командою став бронзовим призером першості УРСР. У 1964 році футболіст у зв'язку з призовом до лав Радянської Армії став гравцем одеської команди СКА, яка цього року разом із іншою одеською командою «Чорноморець» вийшла до вищої ліги чемпіонату СРСР. У вищій лізі разом із командою Валерій Захаров виступав протягом двох років, за які зіграв у вищому радянському дивізіоні 38 матчів. Після вибуття команди до другої групи класу «А» Захаров повернувся до «Таврії», у якій грав до кінця 1969 року. Згідно частини непідтверджених джерел, у 1970 році футболіст грав у команді класу «Б» «Хімік» (Сєвєродонецьк). у 1972 році Валерій Захаров грав у команді другої ліги «Суднобудівник» з Миколаєва. після чого завершив виступи на футбольних полях. Дата та місце смерті Валерія Захарова невідомі.